# Eriopyga nisio
Eriopyga nisio là một loài bướm đêm trong họ Noctuidae.